# Fines
Fines es un municipio español de la provincia de Almería y la comunidad autónoma de Andalucía, situado en la comarca del valle del Almanzora y a 101 km de la capital de la provincia, Almería.
Cuenta con una población de 2286 habitantes (INE 2024). y su término municipal tiene una extensión de 23 km². 

## Toponimia
A pesar de que Fines tiene una raíz que induce a creer en su origen latino, no existe documentación que sostenga esta teoría, ya que la información más antigua que se conoce sobre el lugar data de 1242. A pesar de ello, hay quien defiende que se adoptó este topónimo debido a la cercanía de una frontera.

## Geografía física

### Situación
Fines está situado en el norte de Almería , dentro del valle del Almanzora. Su término municipal tiene una superficie de 23 km² y limita al norte con Oria, al este con Partaloa y Cantoria, al sur con Líjar y Macael y al oeste con Olula del Río.

### Riesgos naturales
El municipio de Fines todavía no cuenta con un PTEL que cumpla con la Ley 5/2010 sobre autonomía local.

## Geografía humana

### Organización territorial
Además de la cabecera municipal, Fines cuenta también con varias entidades de población según el nomenclátor publicado por el Instituto Nacional de Estadística: La Cañada de las Cruces, La Cuesta del Pino, Las Entrenas, La Estación, El Olivar, El Palomar, y Llano de la Herra.

### Demografía
Cuenta con una población de 2286 habitantes (INE 2024).
| Gráfica de evolución demográfica de Fines entre 1842 y 2021                                                           |
| |
| Población de derecho según los censos de población del INE. Población de hecho según los censos de población del INE. |

### Economía

#### Evolución de la deuda viva municipal
| Gráfica de evolución de Deuda viva del Ayuntamiento de Fines entre 2008 y 2019                                |
| |
| Deuda viva del Ayuntamiento de Fines en miles de Euros según datos del Ministerio de Hacienda y Ad. Públicas. |

## Símbolos
Fines consiguió una autorización por parte de la Junta de Andalucía para adoptar sus símbolos en noviembre de 1981, pero no ejerció ese derecho hasta marzo de 2007. El municipio cuenta con un escudo y bandera adoptados de manera oficial.

### Escudo
Su descripción heráldica es la siguiente:

Losanjado de plata y azur; la bordura de azur, cargada de tres mazorcas de oro, bien ordenadas. Al timbre, corona real, cerrada.

### Bandera
La enseña del municipio tiene la siguiente descripción:

Paño rectangular de proporciones: 1:1,5, dividido por mitad en alto. La mitad superior de color blanco y la inferior flechada al batiente en tres zonas de color azul, amarillo y azul, esta última que es la inferior, de doble anchura que las otras dos. Sobre
la parte de color blanco más cercana al asta se carga el escudo municipal en dimensiones adecuadas y en el que el oro y la plata se sustituyen por el amarillo y blanco respectivamente.

## Política
Los resultados en Fines de las últimas elecciones municipales, celebradas en mayo de 2023, son:

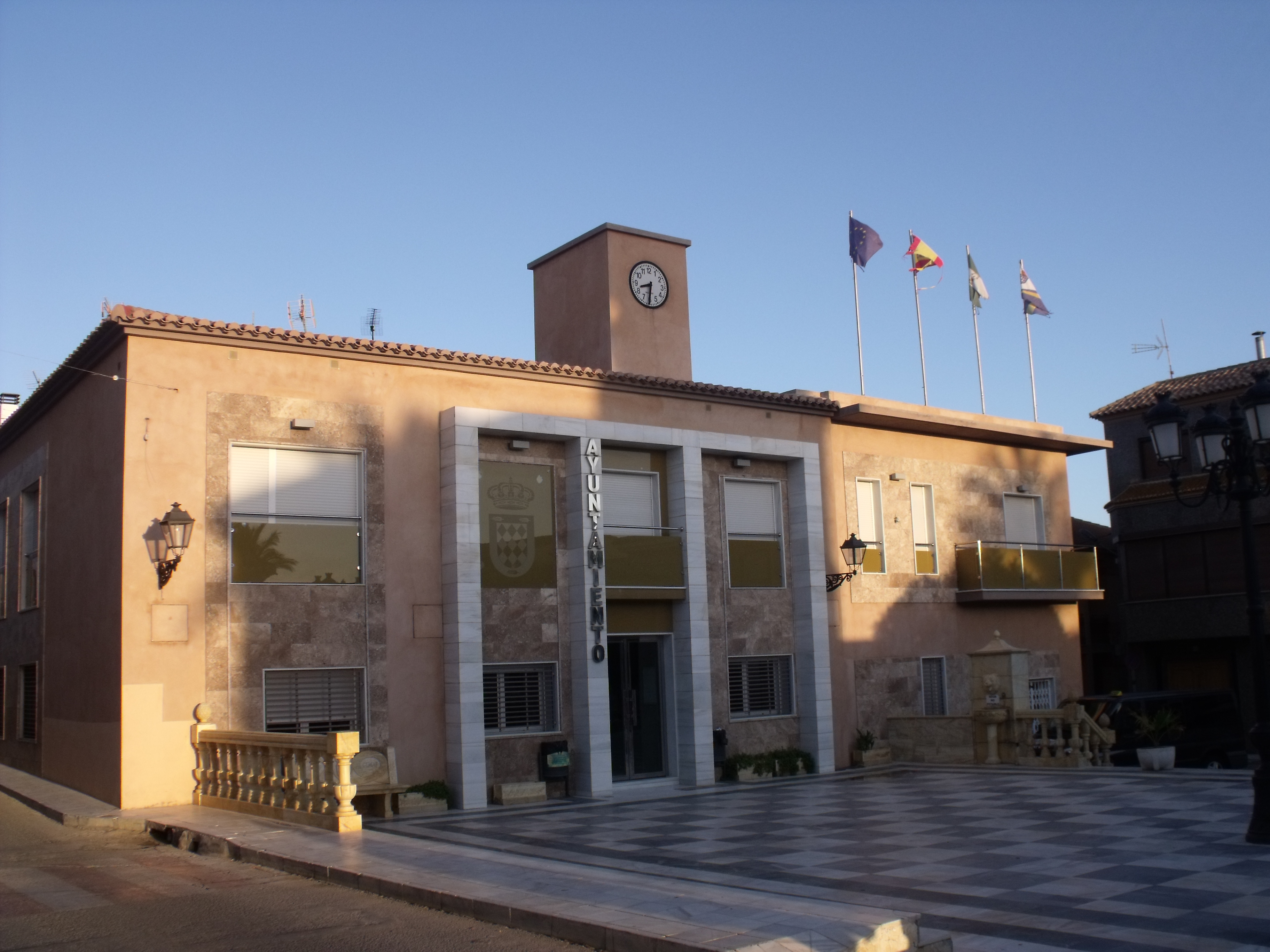
Casa Consistorial de Fines

| Candidatura   | Candidatura                              | Votos | %                               | Escaños                         |
| ------------- | ---------------------------------------- | ----- | ------------------------------- | ------------------------------- |
|               | Partido Popular (PP)                     | 684   | 53,31                           | 6                               |
|               | Partido Socialista Obrero Español (PSOE) | 526   | 40,99                           | 3                               |
|               | Con Andalucía                            | 59    | 4,59                            | 0                               |
| Votos válidos | Votos válidos                            | 1283  | 99,24                           | 11                              |
| Votos nulos   | Votos nulos                              | 17    | Participación: \| \| 77,93 % \| | Participación: \| \| 77,93 % \| |
| Votantes      | Votantes                                 | 1300  | Participación: \| \| 77,93 % \| | Participación: \| \| 77,93 % \| |
| Electores     | Electores                                | 1668  | Participación: \| \| 77,93 % \| | Participación: \| \| 77,93 % \| |
|               | 77,93 %                                  |       |                                 |                                 |

### Alcaldes
| Legislatura | Nombre                      | Grupo |
| ----------- | --------------------------- | ----- |
| 1979-1983   | José Manuel Sánchez Sánchez | PSOE  |
| 1983-1987   | José Manuel Sánchez Sánchez | PSOE  |
| 1987-1991   | José Manuel Sánchez Sánchez | PSOE  |
| 1991-1995   | José Manuel Sánchez Sánchez | PSOE  |
| 1995-1999   | María del Mar Ramos Portero | PP    |
| 1999-2003   | José Manuel Sánchez Sánchez | PSOE  |
| 2003-2007   | Rodrigo Sánchez Simón       | PP    |
| 2007-2011   | Rodrigo Sánchez Simón       | PP    |
| 2011-2015   | Rodrigo Sánchez Simón       | PP    |
| 2015-2019   | Rodrigo Sánchez Simón       | PP    |
| 2019-2023   | Rodrigo Sánchez Simón       | PP    |
| 2023-act.   | Rodrigo Sánchez Simón       | PP    |

## Servicios públicos
- Ayuntamiento, centro guadalinfo, comercios, iglesia, pabellón deportivo Fernando Navarrete, colegio, biblioteca, Banda de música y depuradora. Antiguamente tuvo estación de RENFE (hasta 1985). La estación era Fines-Olula.

## Cultura

### Patrimonio

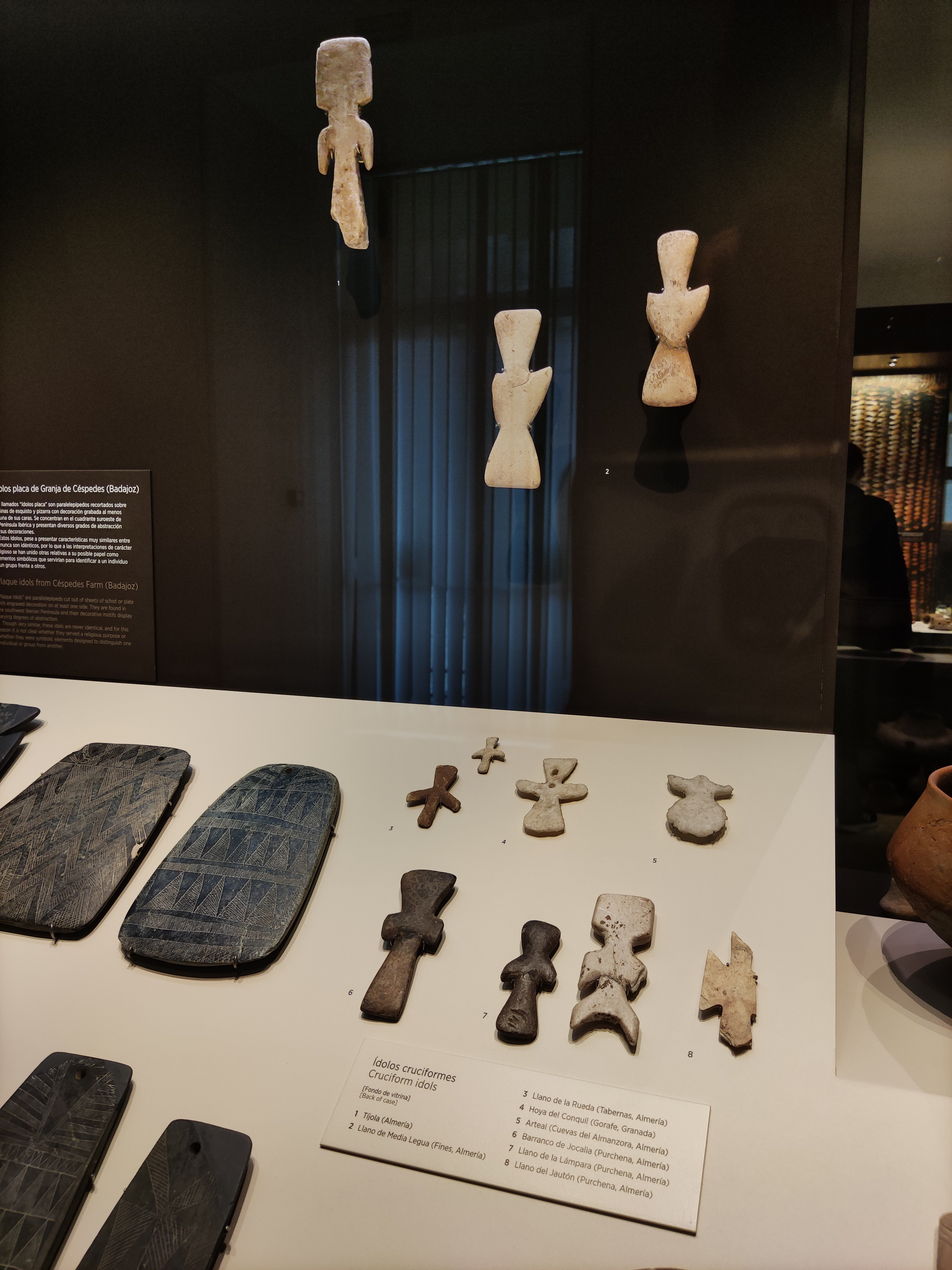
Ídolos cruciformes de las sepulturas del Llano de Media Legua, arriba a la derecha. Neolítico final - calcolítico. Museo Arqueológico Nacional.

- Iglesia de Nuestra Señora del Rosario: Iglesia parroquial construida en 1631 proyectada para oficios religiosos. De estilo mudéjar, cabe destacar su artesonado de madera con figuras geométricas. Originariamente de color blanca, típica de las casas almerienses. Recientemente ha sido restaurada.
- Escultura Libertad. En noviembre de 2014 se instaló a la entrada del municipio (en el mirador Rosa Galera), la mayor escultura de mármol del mundo construida de una sola pieza, en este caso en mármol de Macael. La escultura rinde homejane a las mujeres víctimas de violencia de género. monumento realizado por el artista de Olula del Río, Andrés García Ibáñez y esculpida por Roberto Manzano.[9]